# Club Deportivo Auxilios Mutuos Hijos de Acosvinchos
El Club Deportivo Auxilios Mutuos Hijos de Acosvinchos fue un club de fútbol del distrito limeño de Ate Vitarte. Fue fundado el 13 de octubre de 1946 posteriormente refundado el 2014 bajo el nombre de Acosvinchos FC.

## Historia
Fue formado en la Ciudad de Lima, distrito de Ate Vitarte, por familiares, amigos y descendientes del pueblo de Acosvinchos en Ayacucho, quienes a mediados del siglo XX se habían trasladado a Lima en busca de un mejor futuro. Ellos se reunían los fines de semana para practicar su deporte favorito, hasta que un grupo formado por miembros de la Asociación Auxilios Mutuos Hijos de Acosvinchos decide inscribir a su equipo en la Liga de Ate.
Los títulos llegarían a partir del año 2000, iniciando su camino triunfal primero como campeón de segunda división de la Liga de Ate y en el 2001, 2002 Y 2003 como campeón de primera en ese distrito.
Para el año 2005 se corona como campeón del Interligas de Lima, lo que le daba el derecho de ascender a la Segunda Profesional, pero una modificación de la Federación Peruana de Fútbol al sistema de ese campeonato dejó a un lado a la escuadra de Ate y lo colocó en la Copa Perú donde fue eliminado.
Los reclamos ante esta situación injusta no se hicieron esperar, por lo que para el año 2006 la Federación les coloca en una liguilla de 8 equipos de la provincia de Lima, en la que Hijos de Acosvinchos logra avanzar a la Etapa Departamental, Regional y Nacional de la Copa Perú. El día 16 de diciembre logró el subcampeonato de la Copa Perú 2006, lo que le permitió jugar la segunda división a partir del siguiente año desde el Torneo de la Segunda División Peruana 2007, hasta el Torneo de la Segunda División Peruana 2012, en que se perdió la categoría, por falta de pagos. El año siguiente debía iniciar su participación en la Copa Perú 2013 desde la etapa regional en la región IV contra los campeones de Lima y Callao pero no fue tomado en cuenta por el mismo motivo que le valió el descenso de la Segunda División, pese apelar a la medida la misma que no tuvo efecto. Debiendo retornar a la Liga de Ate que es la Liga distrital donde se presentaba previo a su ascenso a la Segunda División, se refundó e inscribió en la Liga de Breña, bajo el nombre de Acosvinchos FC, participando únicamente ese año.

## Uniforme
- Uniforme titular: Camiseta roja, pantalón blanco, medias rojas.
- Uniforme alternativo: Camiseta blanca, pantalón rojo, medias rojas.

### Indumentaria y patrocinador
| Periodo       | Proveedor |
| ------------- | --------- |
| 2010          | Loma's    |
| 2011-presente | Palant    |

| Periodo | Patrocinador              |
| ------- | ------------------------- |
| 2011    | Universidad Alas Peruanas |

## Estadio
Hijos de Acosvichos no posee un estadio propio por lo que ha usado distintos recintos deportivos para afrontar los distintos campeonatos en los que ha participado. Sin embargo los estadios principales que ha empleado en Segunda División son, el Estadio del Colegio San Alfonso de Santa Clara y el Estadio Carlos Solís García de Chosica, sin embargo los rojos también han utilizado el Estadio Monumental para algunos encuentros de local.

## Datos del club
- Temporadas en Segunda División:  6 (2007, 2008, 2009, 2010, 2011 y 2012).
- Mayor goleada conseguida:
  - En campeonatos nacionales de local: Hijos de Acosvinchos 6:0 Tecnológico (10 de agosto de 2010).
  - En campeonatos nacionales de visita: Universidad San Marcos 2:4 Hijos de Acosvinchos (9 de agosto de 2009).
- Mayor goleada recibida:
  - En campeonatos nacionales de local: Hijos de Acosvinchos 1:5 América Cochahuayco (6 de diciembre de 2008).
  - En campeonatos nacionales de visita: Universidad San Marcos 6:2 Hijos de Acosvinchos (2 de octubre del 2011)[8]
- Mejor puesto en 2.ª División: 3°
- Peor puesto en 2.ª División: 9°

## Entrenadores
Club Deportivo Auxilios Mutuos Hijos de Acosvinchos
- David Pacheco (2006)
- Tito Chumpitaz (2006)
- Miguel ángel Guzmán (2007)
- David Pacheco (2007)
- Enrique Ramírez (2008)
- José Ignacio Verme (2008-2009)
- Ernesto 'Venado' Aguirre (2009-2011)
- Jesús Oropesa (2011)
- José Ignacio Verme (2011)
- Julio Rivera (2011)
- Martín Gonzales (2012)
- César Vidal (2012)

Acosvinchos FC
- David Pacheco (2014)

## Palmarés

### Torneos nacionales
| Competición nacional | Títulos | Subcampeonatos |
| -------------------- | ------- | -------------- |
| Copa Perú (0/1)      |         | 2006.          |

### Torneos regionales
| Competición regional                    | Títulos                 | Subcampeonatos |
| --------------------------------------- | ----------------------- | -------------- |
| Etapa Regional - Región IV (0/1)        |                         | 2006.          |
| Liga Departamental de Lima (1/0)        | 2006                    |                |
| Interligas de Lima (1/1)                | 2005.                   | 2006.          |
| Liga Distrital de Ate (4/0)             | 2001, 2002, 2003, 2005. |                |
| Segunda División Distrital de Ate (1/0) | 2000.                   |                |